# Festung Apen
Die Festung Apen war eine Befestigungsanlage in Apen in Niedersachsen. Sie entstand Anfang des 16. Jahrhunderts in einfacher Bauweise mit einem Erdwall und einem Wassergraben. Ihre höchste Ausbaustufe erreichte die Festung in der Mitte des 17. Jahrhunderts mit Bastionen und Kanonenbestückung. Gegen Ende des 18. Jahrhunderts wurde die Festung geschleift. Heute ist nur noch der Festungsgraben erhalten.

## Herrensitz Apen
Urkundlich erwähnt wurden die Herren von Apen um 1233, namentlich Herbordt, Giesebert und Johann von Apen. Sie leisteten dem Grafen von Oldenburg Heerfolge und unterhielten am alten Heerweg von Hamburg nach Amsterdam eine Zollstelle für Butter. Dort errichteten sie ihr festes Haus, das später immer weiter zu einer Burg ausgebaut wurde. Im 17. Jahrhundert wurde von der Burg Apen das westliche Ammerland (mit dem Gebiet des heutigen Westerstedes) von Vögten, Drosten und Amtmännern aus regiert. Die Herren der Burg waren oftmals auch Erbpächter der gräflichen Ansitze und Höfe. Sie dienten als Zivil- und Strafrichter oder waren Taufpaten. Der Amtssitz und die Wohnstätte war zu jener Zeit die Burg oder Festung Apen, das „Amtshaus in der Steinstraße zu Apen“ oder auch zeitweise das Vorwerk Burgforde bei Westerstede. Durch Erbfolge beim Oldenburgischen Grafengeschlecht ging Apen von 1667 bis 1773 an das Dänische Königshaus.

## Ausbau zur Festung
Die oft angenommene Existenz einer mittelalterlichen Burg der Herren von Apen an dieser Stelle ist bisher weder historisch noch archäologisch nachgewiesen. Die 1969/70 durchgeführten Ausgrabungen erbrachten ausschließlich Fundmaterial des 16. bis 18. Jahrhunderts.
Um 1515 errichtete Graf Johann V. von Oldenburg eine Festung mit Erdwall und umgebendem Wassergraben. Vor dem Bau der quadratischen Anlage mit nur 35 m breiter Innenfläche wurde das Gelände um 3 m aufgeschüttet. Einem Angriff der Münsterländer im Jahr 1538 konnte die kleine Festung nicht standhalten. Trotz des kurz zuvor abgestimmten Waffenstillstandes mit Bischof Franz von Waldeck zu Münster errichteten dessen Söldner ein Feldlager und brandschatzten das Kirchspiel. Der Drost zu Apen ergab sich mit 30 Landsknechten, die vor Erscheinen der Truppen herbeigeholten Bauern und Knechte hatten bereits vorher die Flucht ergriffen. Große Beute war auf der Festung nicht zu holen, so dass keine große Besatzung auf der Anlage blieb.
Die Festung wurde in dem Friedensvertrag zwischen Münster und Oldenburg samt Geschütz und restlichen Vorräten an den Grafen Christoph von Oldenburg zurückgegeben. Im Jahre 1550 ließ Graf Anton I. von Oldenburg die Festung durch ein Grabensystem mit flankierenden Ziegelbasteien weiter ausbauen. Es entstanden Gewölbe zur Aufnahme von Gefangenen. 1577 war eine Streichwehr, also eine Mauer mit Schießscharten, vorhanden gewesen. Ein Pulverturm zierte den hervorgehobenen Platz mit Sicht über das Lengenermoor und das breite Aper Tief. Aus dieser Zeit soll das charakteristische Torbogenhaus mit dem Zackengiebel stammen. Auch ein Backhaus und die Küchen auf der Festung wurden neu erbaut. Im Schutz der Burg soll Handel über das Aper Tief ins Ostfriesische nach Übersee (England) betrieben worden sein. Im Sommer fuhren bis zu 130 Schiffe Richtung Emden, um Ammerländer Waren wie Holzgegenstände oder geflochtene Immenkörbe zu liefern. Zurück kamen Ziegelsteine und Getreide.
Im Dreißigjährigen Krieg wurde die Festung unter Graf Anton Günther von Oldenburg mit größeren Bastionen, weiteren Gebäuden und Wällen versehen. Die Festung blieb aufgrund der neutralen Haltung des Grafen Anton Günther von Oldenburg von kriegerischen Angriffen verschont, anders als die Bevölkerung in der Vogtei, den Kirchspielen Westerstede und Apen. So erlaubte der Graf 1621 dem Herzog von Braunschweig, Soldaten durch Apen ziehen zu lassen und vier Jahre später quartierte er kaiserliche Truppen bei den Untertanen ein.
1640 kam Kommandant Bernhard Maul nach Apen. Er ließ die Graften und das Schlengenwerk (heute Schleuse) zu den fließenden Gewässern ausbauen. Der Wall wurde erhöht und Zugbrücken neugebaut. 1659 wurden wieder Gräben, Brücken, Wege, Geschütze und Lafetten installiert. Die Besatzung der Festung belief sich in dieser Zeit auf bis zu 100 Offiziere und Soldaten. 1633 wurde eine eigene Fahne verliehen. Die Wehranlagen waren mit folgenden Kanonen bestückt: 5 Fünfpfünder, 12 metallene Halb-Dreipfünder und zwei Kammergeschütze und etliche Donnerbüchsen. Es waren immer 4300 Pfund Pulver in der Festung vorhanden. Ein zentraler Festungsturm soll zwischen 1640 und 1656 abgebrochen worden sein. In der Zeit der Besetzung durch die Dänen wurde die Anlage zwischen 1710 und 1730 stark verändert, indem die Festungsgebäude und die Ringmauer niedergelegt und die Wälle und Gräben verbreitert oder neu angelegt wurden. Die Innenfläche wurde auf 52 × 52 m vergrößert, und die Gräben auf max. 45 m verbreitert. Zu den damals errichteten Neubauten gehörten ein Kommandantenhaus mit Garten, ein Zeughaus, ein Magazin mit Scheune und Abort, ein Torhaus im Wall und ein Brunnen. In den Wällen waren Kasematten und Keller eingebaut.

## Das Ende der Wehranlage
Als überregionaler Handelsplatz hatte der Ort Apen ab 1738 ausgedient, da man seit dieser Zeit eine vor dem Wasser sichere Wege- und Postverbindung von Oldenburg über Westerstede – Moorburg installierte. Über das Lengenermoor nach Remels und Ostfriesland baute man einen neuen Postweg und so verlor Apen und seine Wehranlage an Bedeutung. 1764 wurden die Reste der Anlagen verkauft und geschleift. Der dänische König ließ nach Drängen aus den Vogteien Apen und Westerstede die Aufgabe der Wehranlage auch formell zu. Die Baustoffe und Ländereien wurden verkauft und es blieb lediglich ein Wassergraben mit einer Anhöhe übrig, die als Viehweide genutzt wurde. In den späteren Jahren kam Apen dann zu Westerstede und die Neuzeit mit der Neuordnung nach den Befreiungskriegen von Napoleon (1815) besiegelte endgültig die Aufgaben des übergeordneten Verwaltungssitzes Apen. Lediglich die Vogtei in den Grenzen der jetzigen politischen Gemeinde Apen blieb bestehen und wurde mit anderen Ammerländer Kirchspielen dem Amte Neuenburg (später Westerstede) und heute dem Landkreis Ammerland zugeordnet. Der Bau der Eisenbahnlinie Oldenburg-Leer 1869 über einen Teil des Geländes hatte dessen Zerstörung zufolge.